# فدریکو آکورنرو
فدریکو آکورنرو (انگلیسی: Federico Accornero؛ زادهٔ ۵ فوریهٔ ۲۰۰۴) بازیکن فوتبال اهل ایتالیا است که در پست هافبک تهاجمی در سری آ برای باشگاه جنوا بازی می‌کند.
وی در تیم‌های ملی فوتبال زیر ۱۵ سال ایتالیا، زیر ۱۶ سال ایتالیا، زیر ۱۸ سال ایتالیا، و زیر ۱۹ سال ایتالیا بازی کرده است.